# Heinz Fricke
Heinz Fricke (Halberstadt, Sachsen-Anhalt, Alemanya, 11 de febrer de 1927 - Berlín, 7 de desembre del 2015)fou un director d'orquestra alemany que fins al 2010 fou el director principal de l'Òpera Nacional de Washington (WNO) a Washington DC.
En la seva joventut, es va destacar com a estudiant de piano i violoncel, però finalment es va sentir atret per una carrera com a director. Després de la Segona Guerra Mundial, es va trobar com a ciutadà d'Alemanya de l'Est, el que limità una mica la seva capacitat de treball. Durant trenta anys fou director musical de la Staatsoper Berlín i després de la Den Norske Opera. El 1993 fou nomenat director musical de la WNO el 1993.
El 2010 Fricke anuncià la seva jubilació després que 18 anys amb el WNO i amb la Kennedy Center Opera House Orchestra (KCOHO). Fou nomenat director musical honorífic emèrit de la WNO i el KCOHO.